# Туймазы-Арена
«Туймазы-Арена» имени С. Н. Гимаева (баш. Туймазы-Арена) — универсальный ледовый спортивно-концертный комплекс в городе Туймазы. Основное назначение — проведение матчей по хоккею с шайбой, соревнований по фигурному катанию, мини-футболу, борьбе и другим видам спорта.

## История
Комплекс был открыт 3 сентября 2013 года. В 2018 году запущена вторая очередь УСЛК «Туймазы-арена». Построен за счёт инвестиций корпорации «Роснефть».
В 2017 году «Туймазы-Арене» присвоено имя Сергея Наильевича Гимаева, отец которого являлся уроженцем Туймазинского района.

## Описание
Спортивный комплекс общей площадью 10528 м² включает в себя ледовое поле 30×60 м с трибунами на 808 зрительских мест, «сухой» зал во второй очереди комплекса со зрительскими трибунами, зал силовой подготовки хоккеистов, зал для занятий хореографией фигуристов, спортивный и тренажёрный залы, медпункт, кафе, раздевалки для спортсменов и другие вспомогательные помещения.

## Галерея

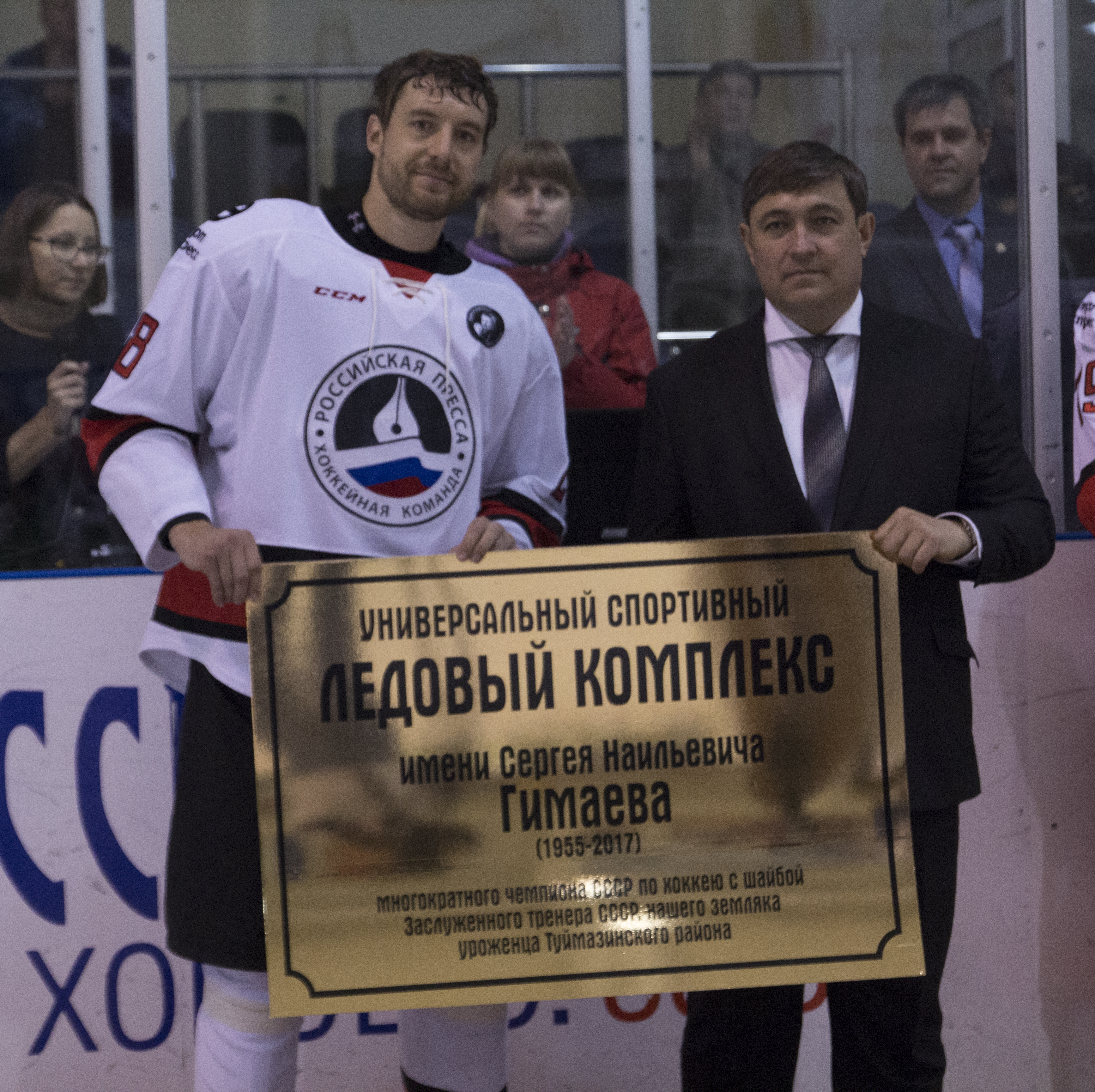
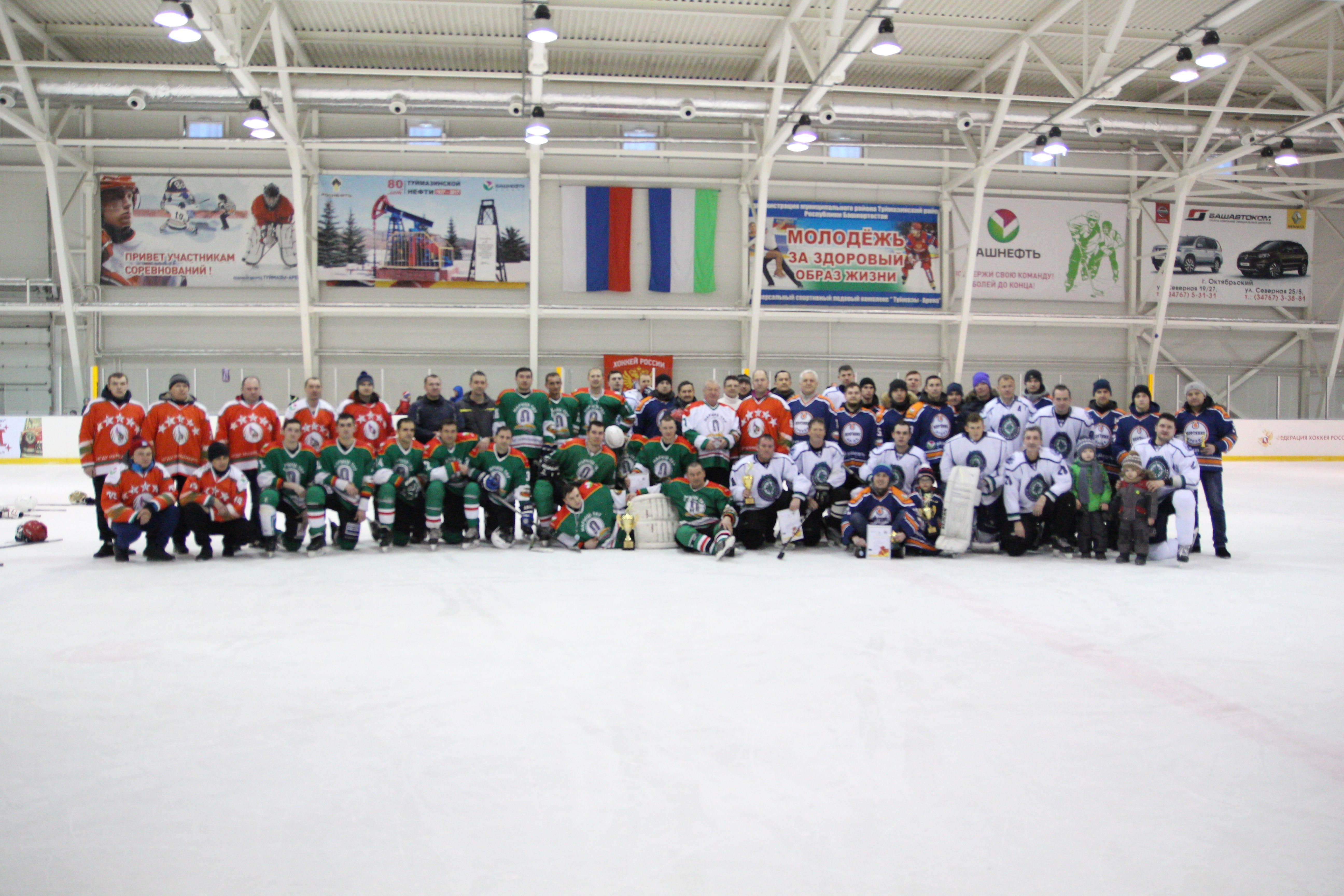
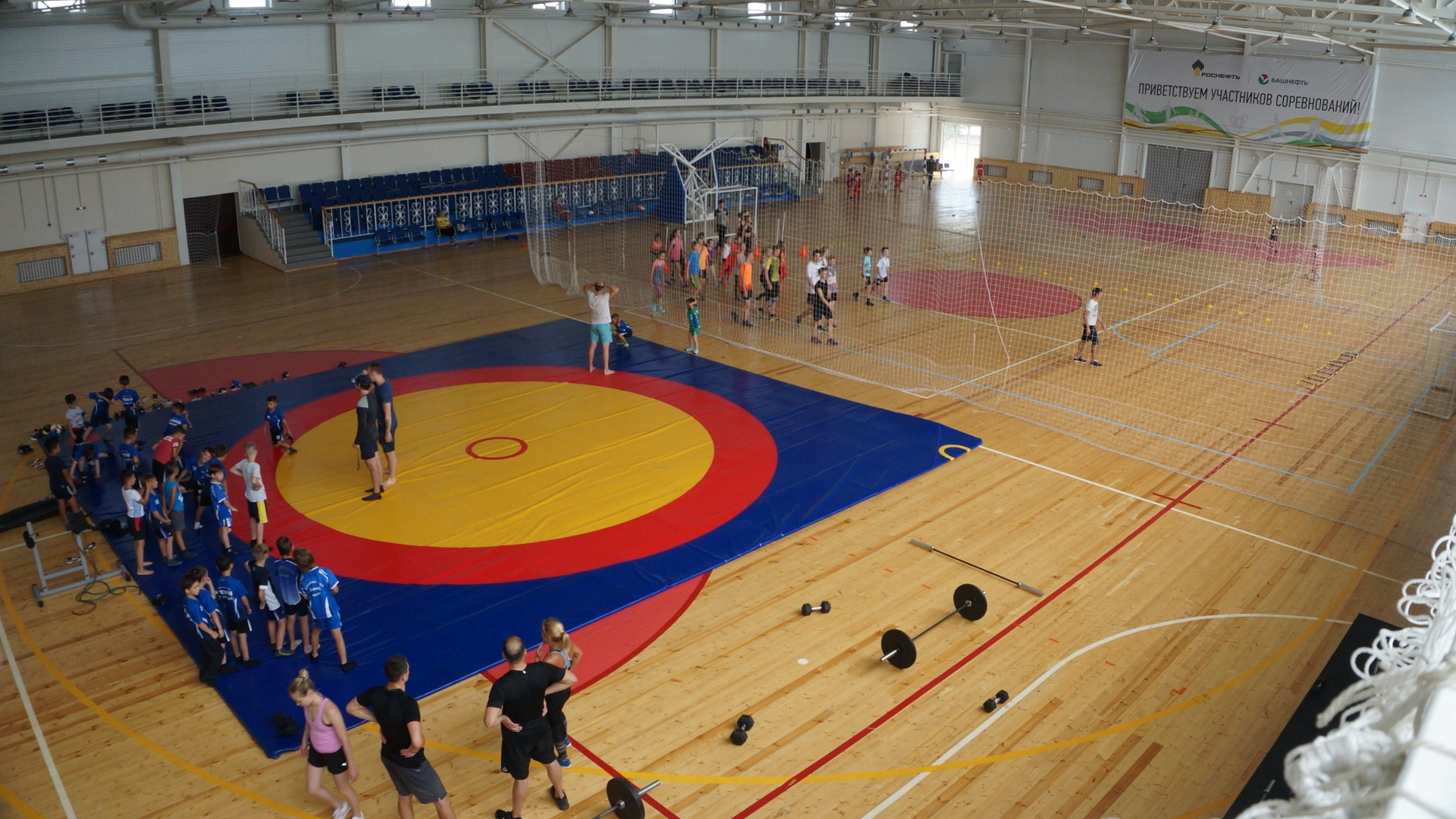
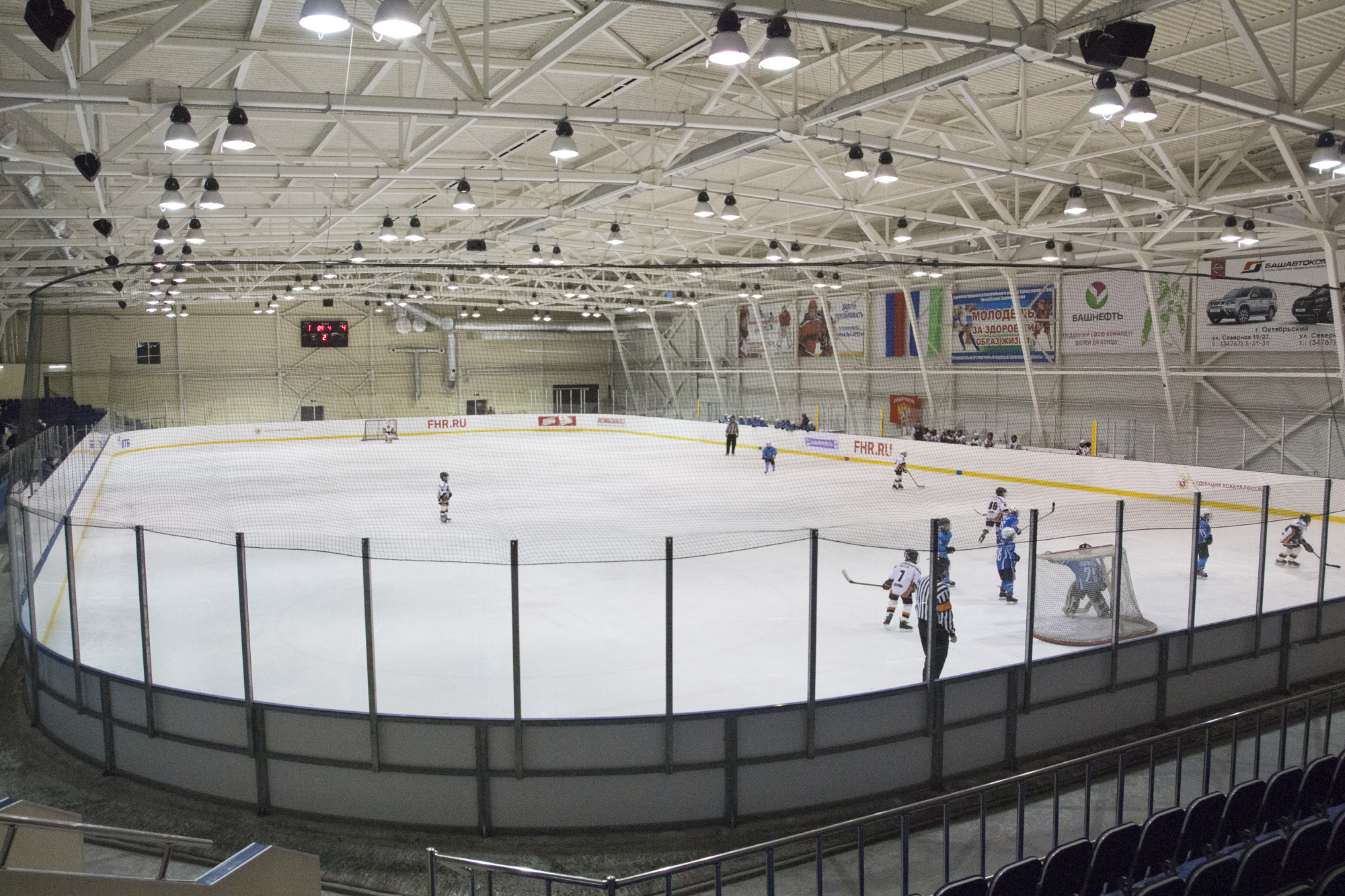
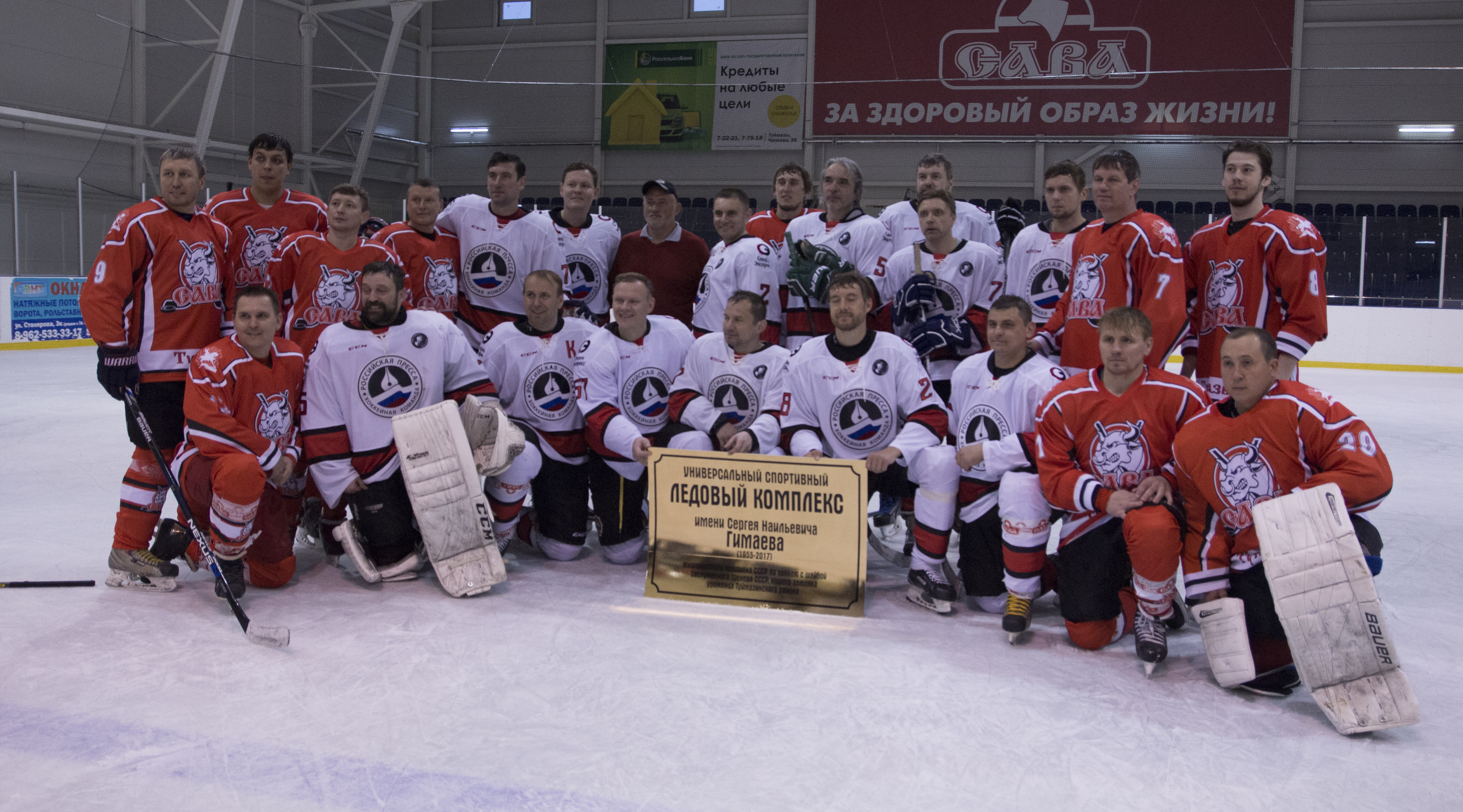
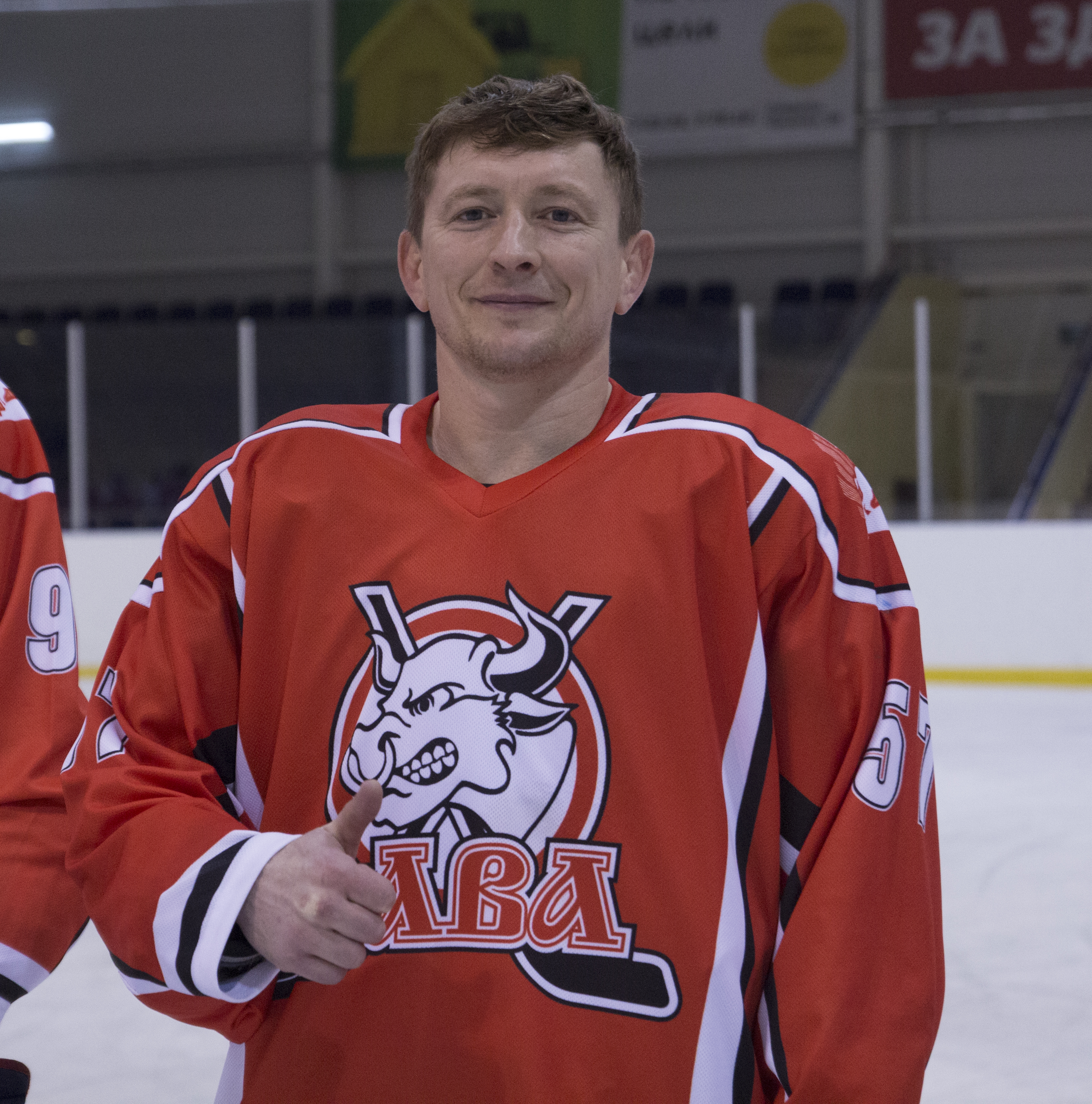
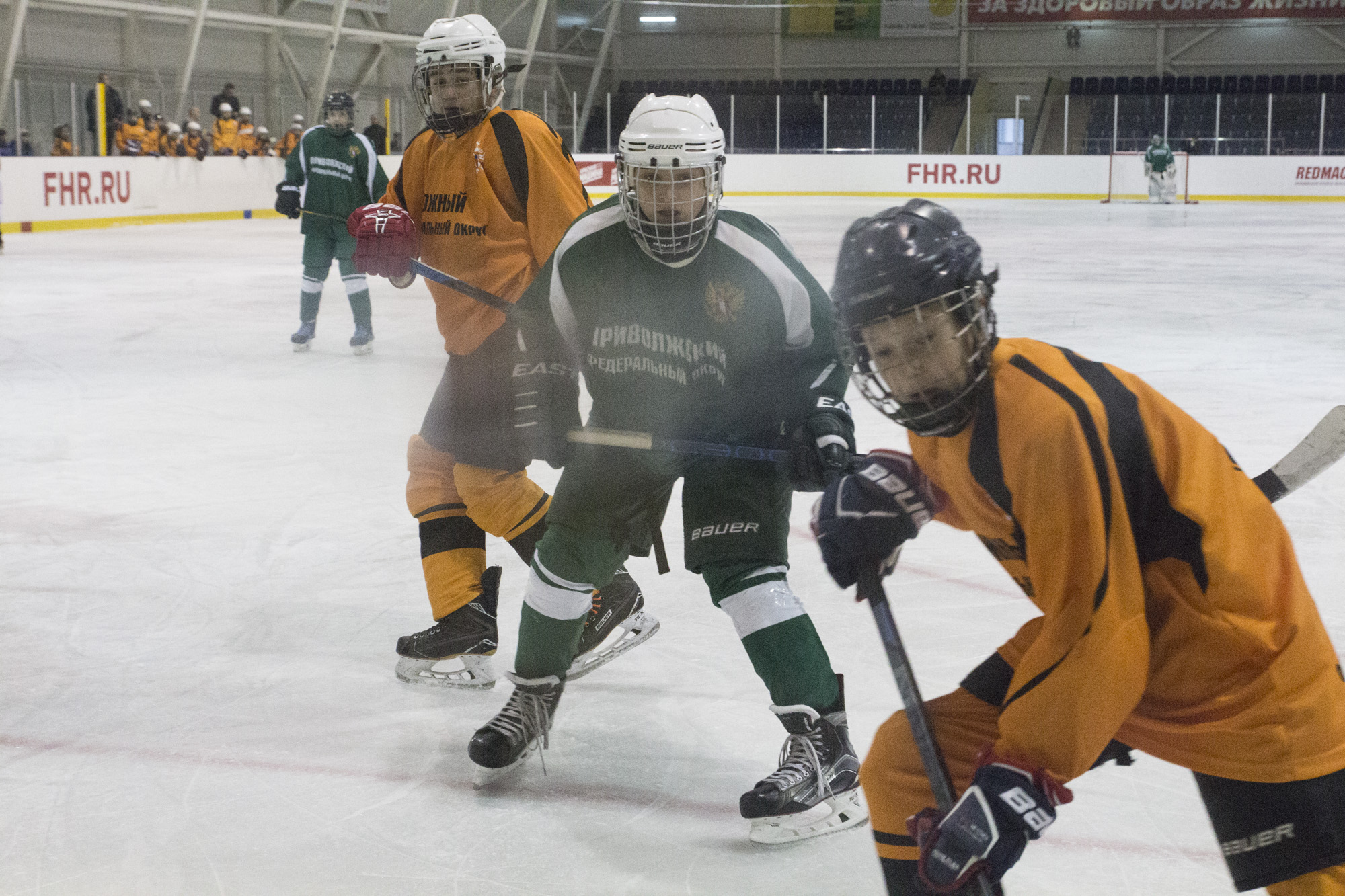
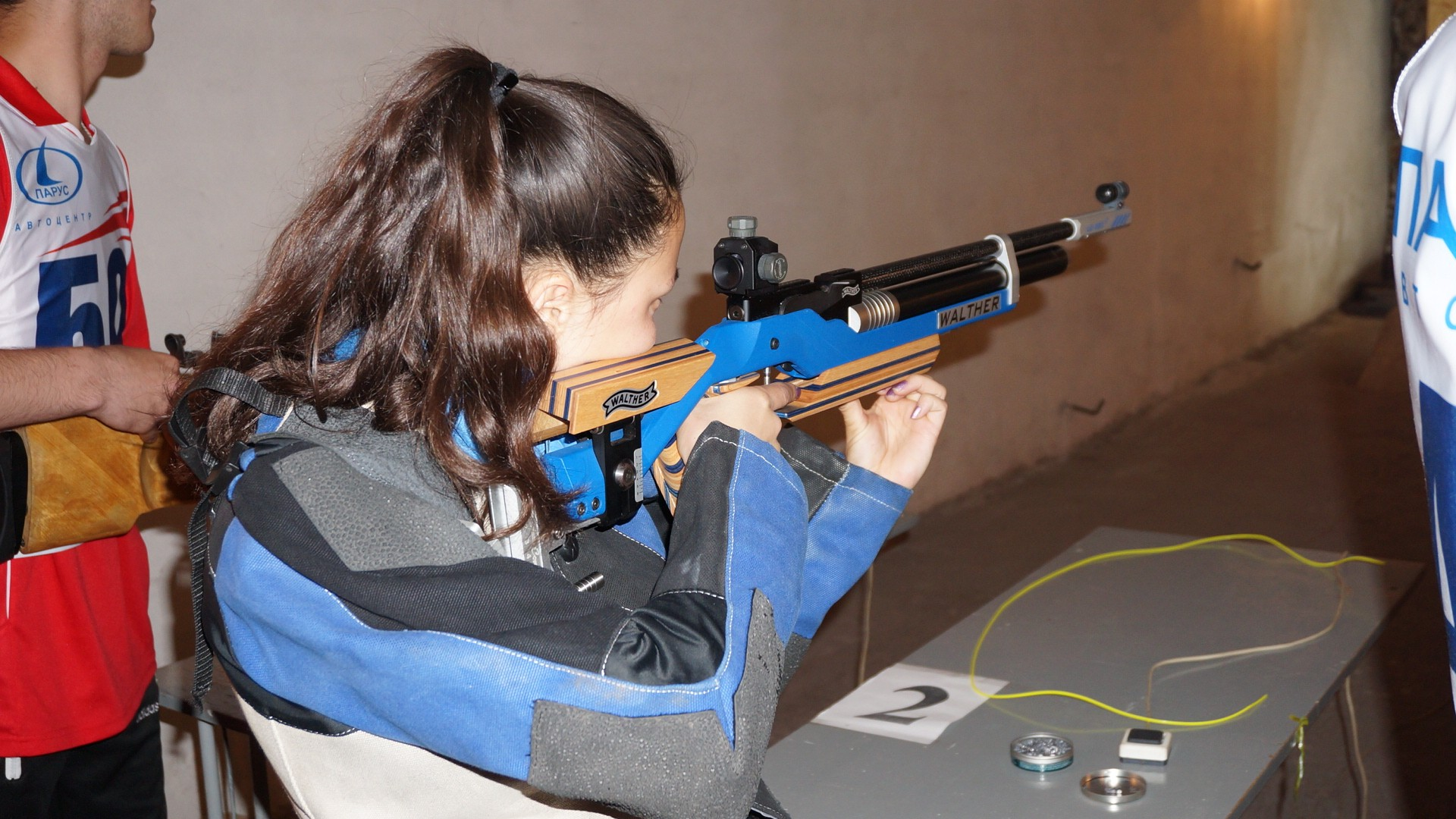